# Comuna Albești, Mureș
Albești (în maghiară: Fehéregyháza, în germană: Weisskirch) este o comună în județul Mureș, Transilvania, România, formată din satele Albești (reședința), Bârlibășoaia, Boiu, Jacu, Șapartoc, Țopa, Valea Albeștiului, Valea Dăii și Valea Șapartocului.

## Demografie
Componența etnică a comunei Albești
     Români (65,52%)
     Maghiari (15,75%)
     Romi (10,11%)
     Alte etnii (0,54%)
     Necunoscută (8,09%)
Componența confesională a comunei Albești
     Ortodocși (71,55%)
     Reformați (10,76%)
     Romano-catolici (3,6%)
     Adventiști (1,95%)
     Unitarieni (1,39%)
     Alte religii (2,13%)
     Necunoscută (8,62%)
Conform recensământului efectuat în 2021, populația comunei Albești se ridică la 5.392 de locuitori, în creștere față de recensământul anterior din 2011, când fuseseră înregistrați 5.345 de locuitori. Majoritatea locuitorilor sunt români (65,52%), cu minorități de maghiari (15,75%) și romi (10,11%), iar pentru 8,09% nu se cunoaște apartenența etnică. Din punct de vedere confesional, majoritatea locuitorilor sunt ortodocși (71,55%), cu minorități de reformați (10,76%), romano-catolici (3,6%), adventiști (1,95%) și unitarieni (1,39%), iar pentru 8,62% nu se cunoaște apartenența confesională.

## Politică și administrație
Comuna Albești este administrată de un primar și un consiliu local compus din 15 consilieri. Primarul, Nicolae Șovrea[*], de la Partidul Social Democrat, este în funcție din 2012. Începând cu alegerile locale din 2024, consiliul local are următoarea componență pe partide politice:
|  | Partid                                 | Consilieri | Componența Consiliului | Componența Consiliului | Componența Consiliului | Componența Consiliului | Componența Consiliului |
|  | -------------------------------------- | ---------- | ---------------------- | ---------------------- | ---------------------- | ---------------------- | ---------------------- |
|  | Partidul Social Democrat               | 5          |                        |                        |                        |                        |                        |
|  | Alianța Pmp - Forța Dreptei            | 3          |                        |                        |                        |                        |                        |
|  | Partidul Național Liberal              | 3          |                        |                        |                        |                        |                        |
|  | Uniunea Democrată Maghiară din România | 3          |                        |                        |                        |                        |                        |
|  | Alianța pentru Unirea Românilor        | 1          |                        |                        |                        |                        |                        |

## Vezi și
- Biserica reformată din Albești
- Biserica de lemn din Țopa, Mureș
- Dealurile Târnavelor și Valea Nirajului
- Podișul Hârtibaciului (arie de protecție specială avifaunistică)
- Sighișoara - Târnava Mare (sit de importanță comunitară)

## Imagini

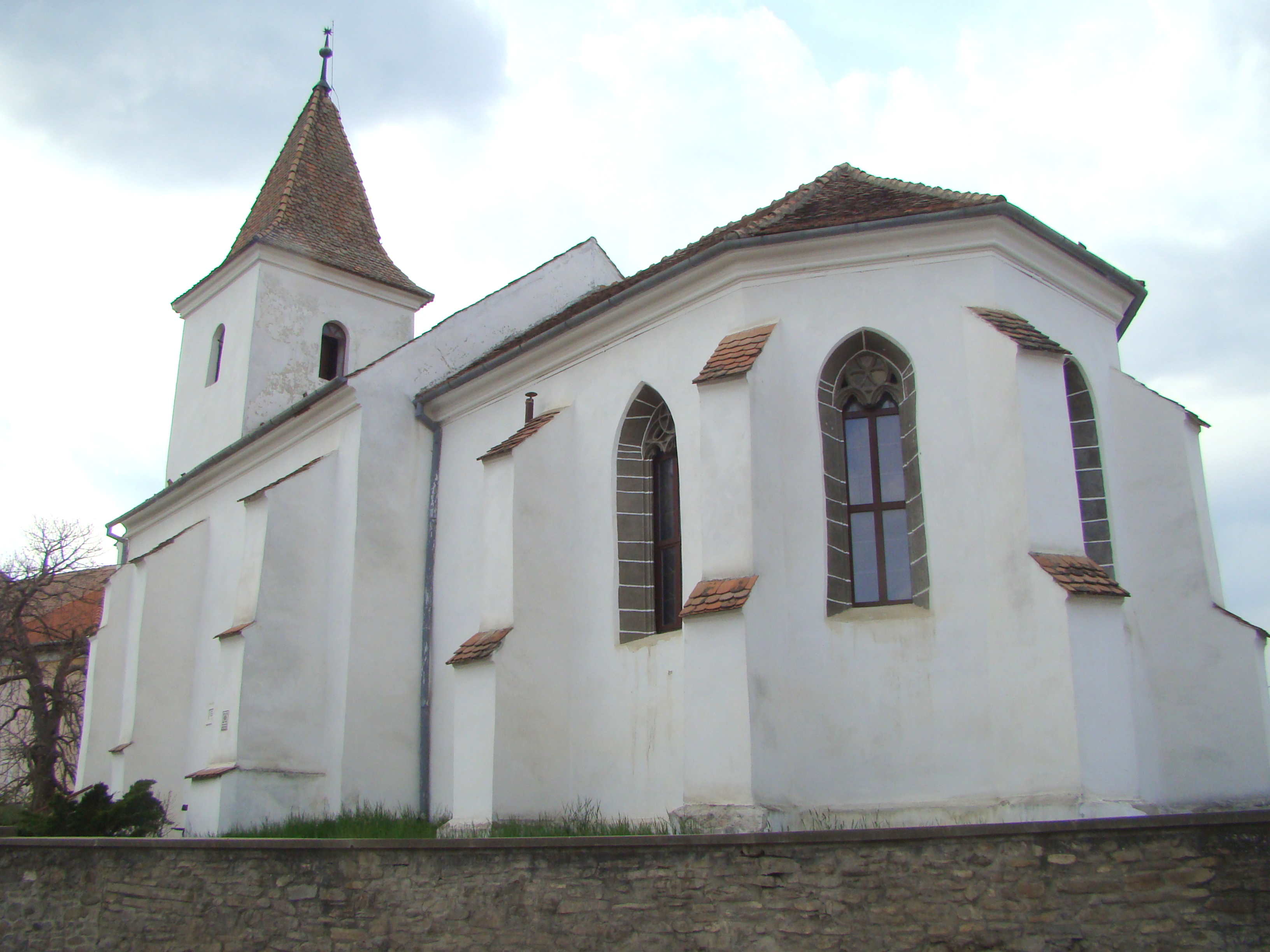
Biserica reformată (monument istoric)
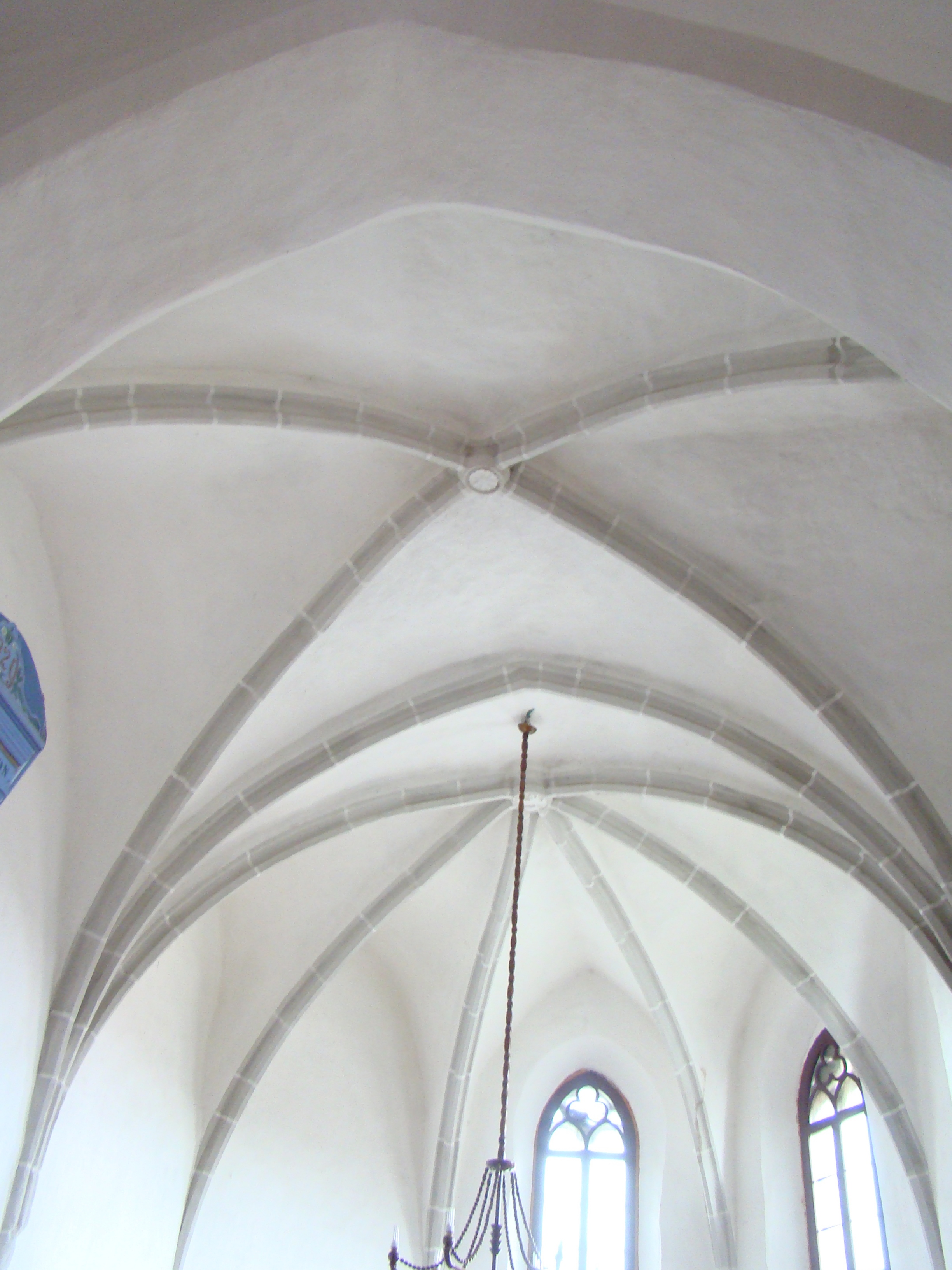
Biserica reformată (interior)
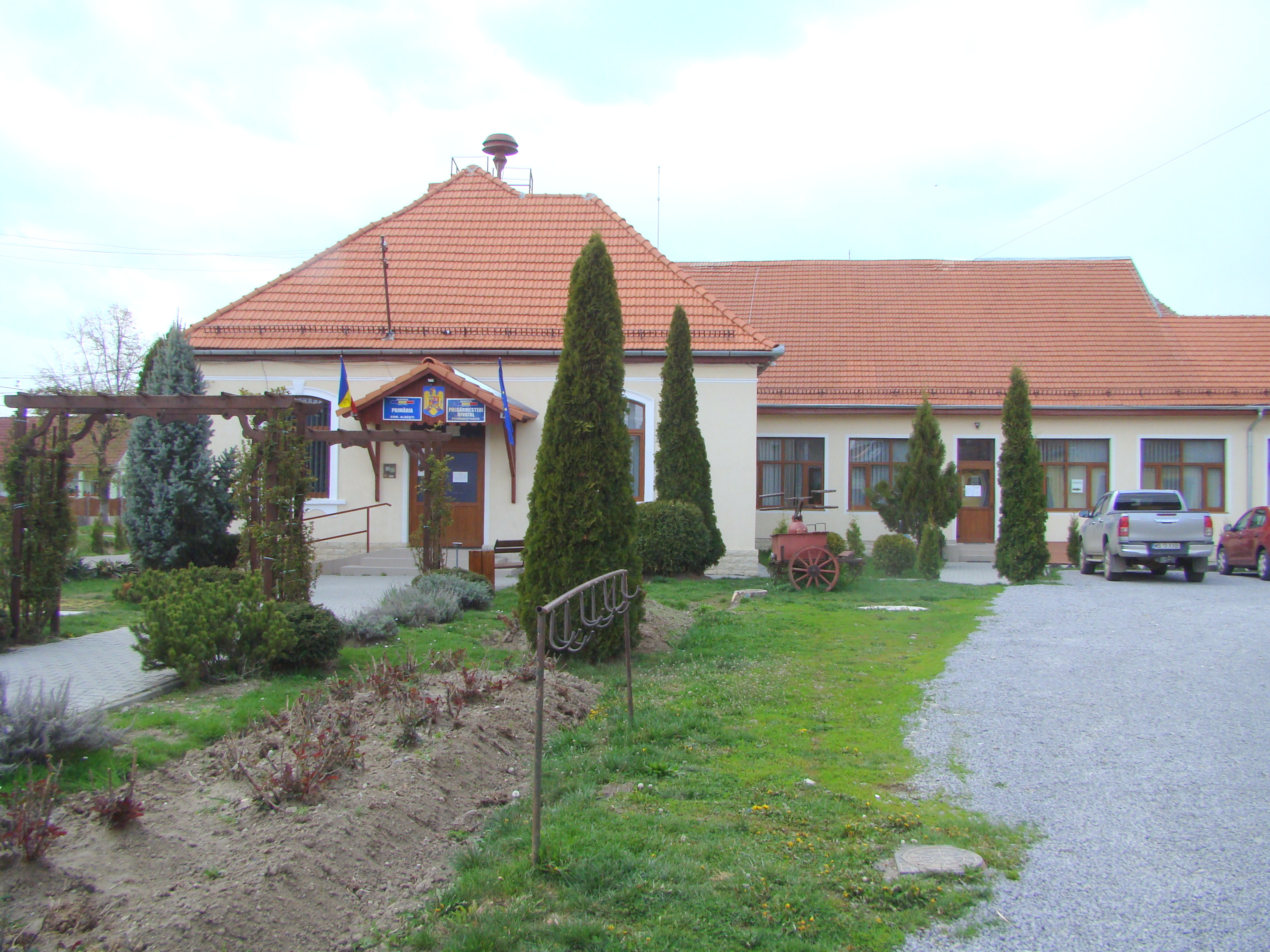
Primăria comunei
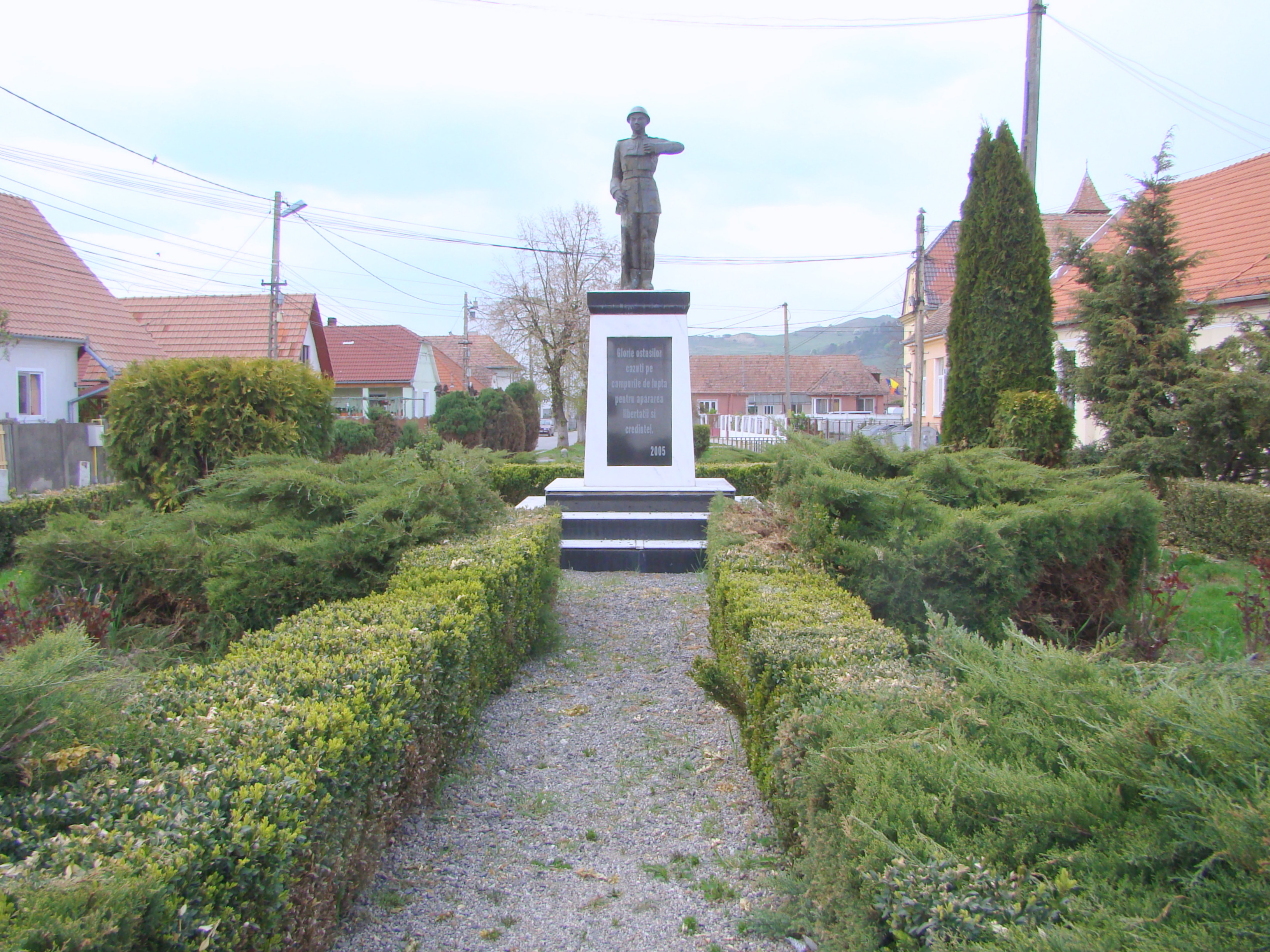
Monumentul eroilor
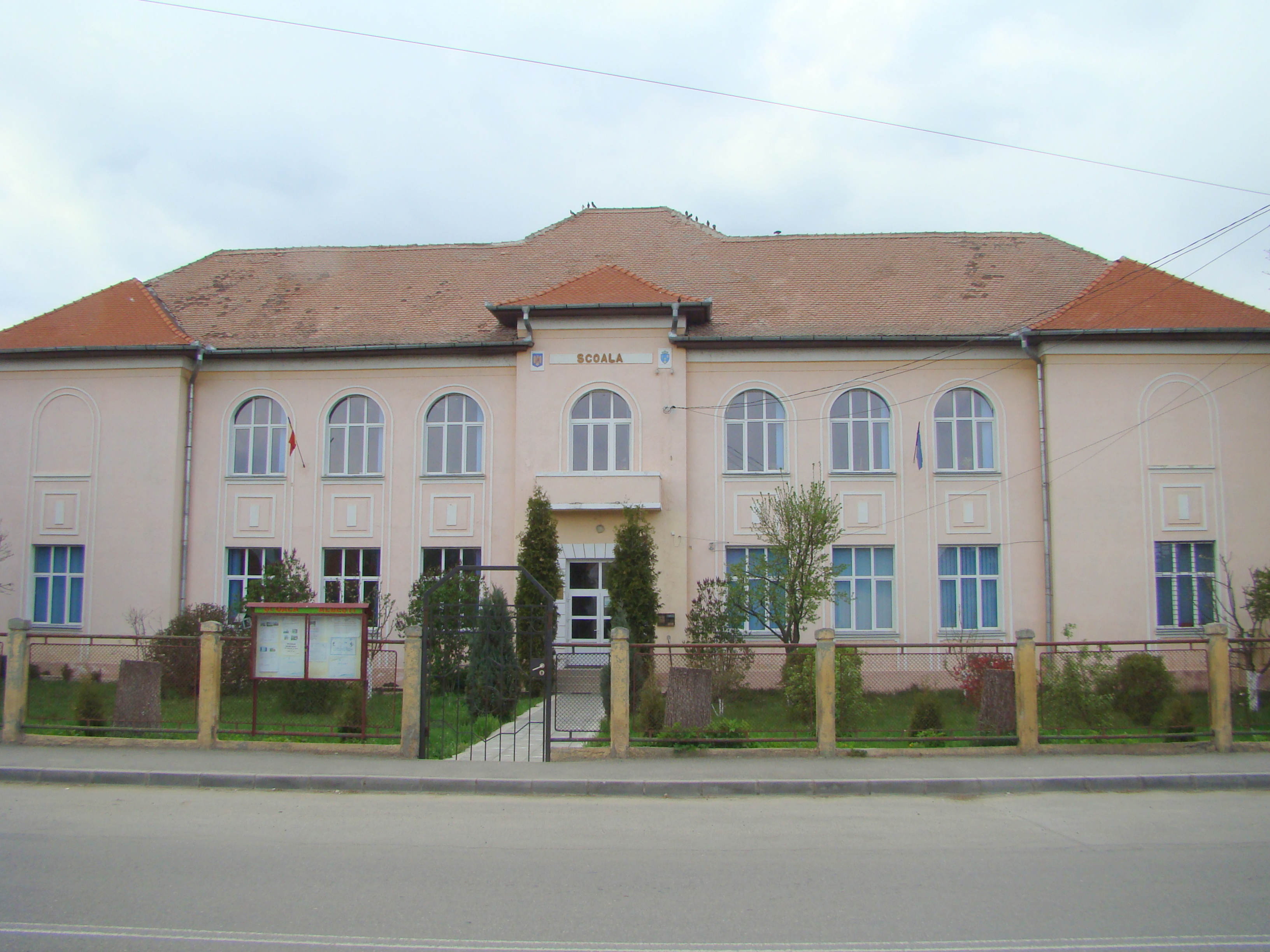
Școala
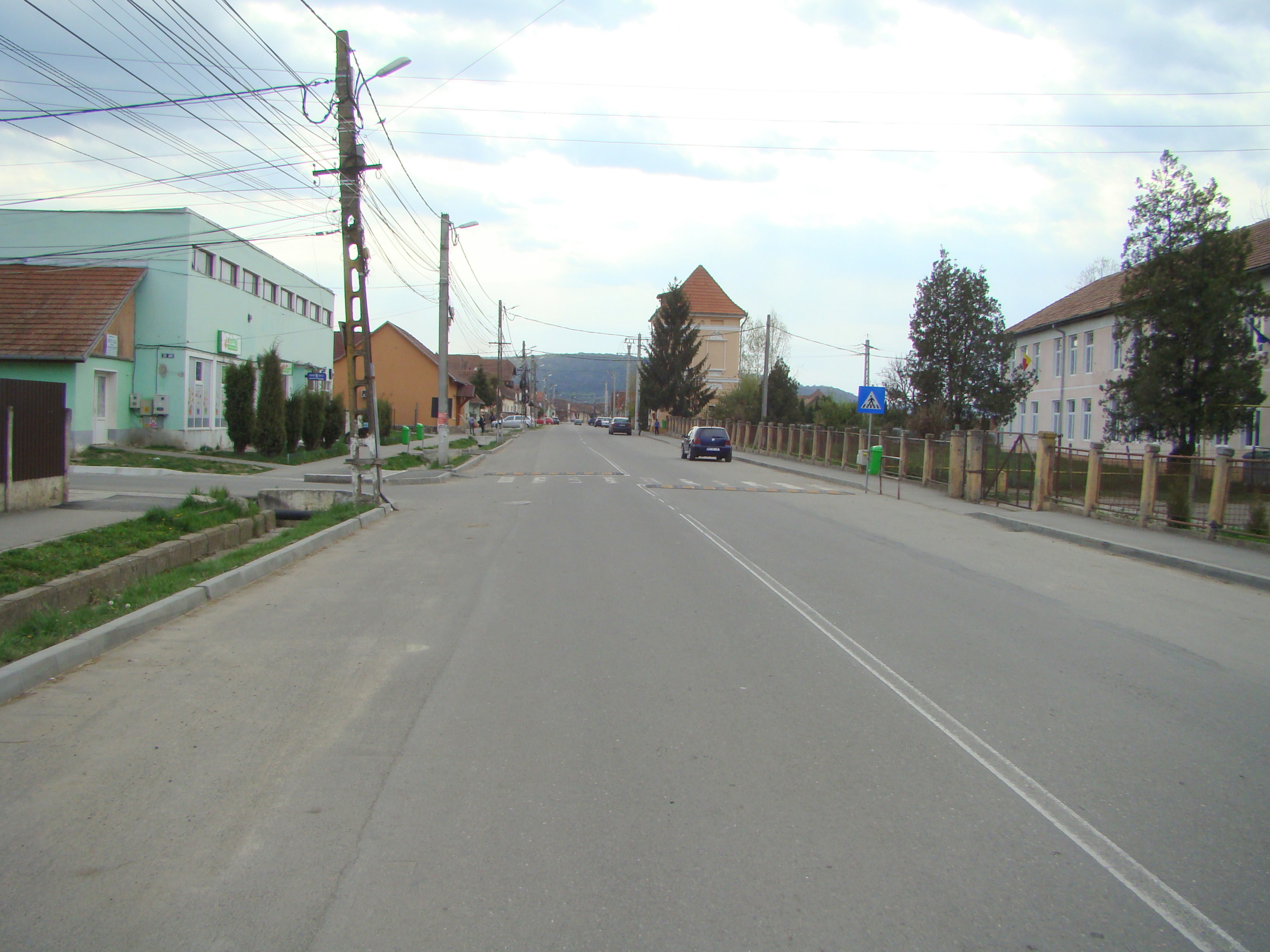
Strada Lungă
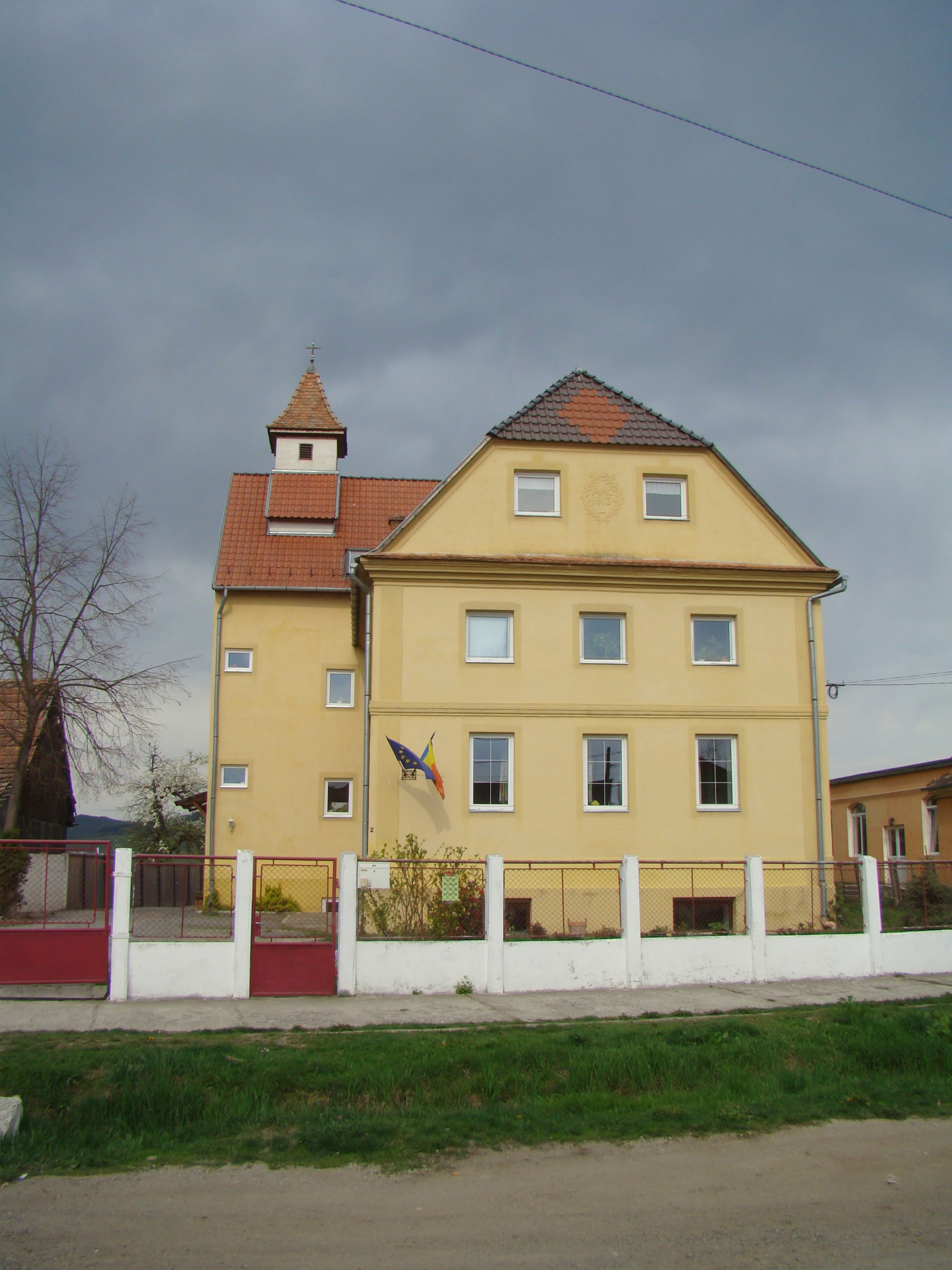
Biserica evanghelică
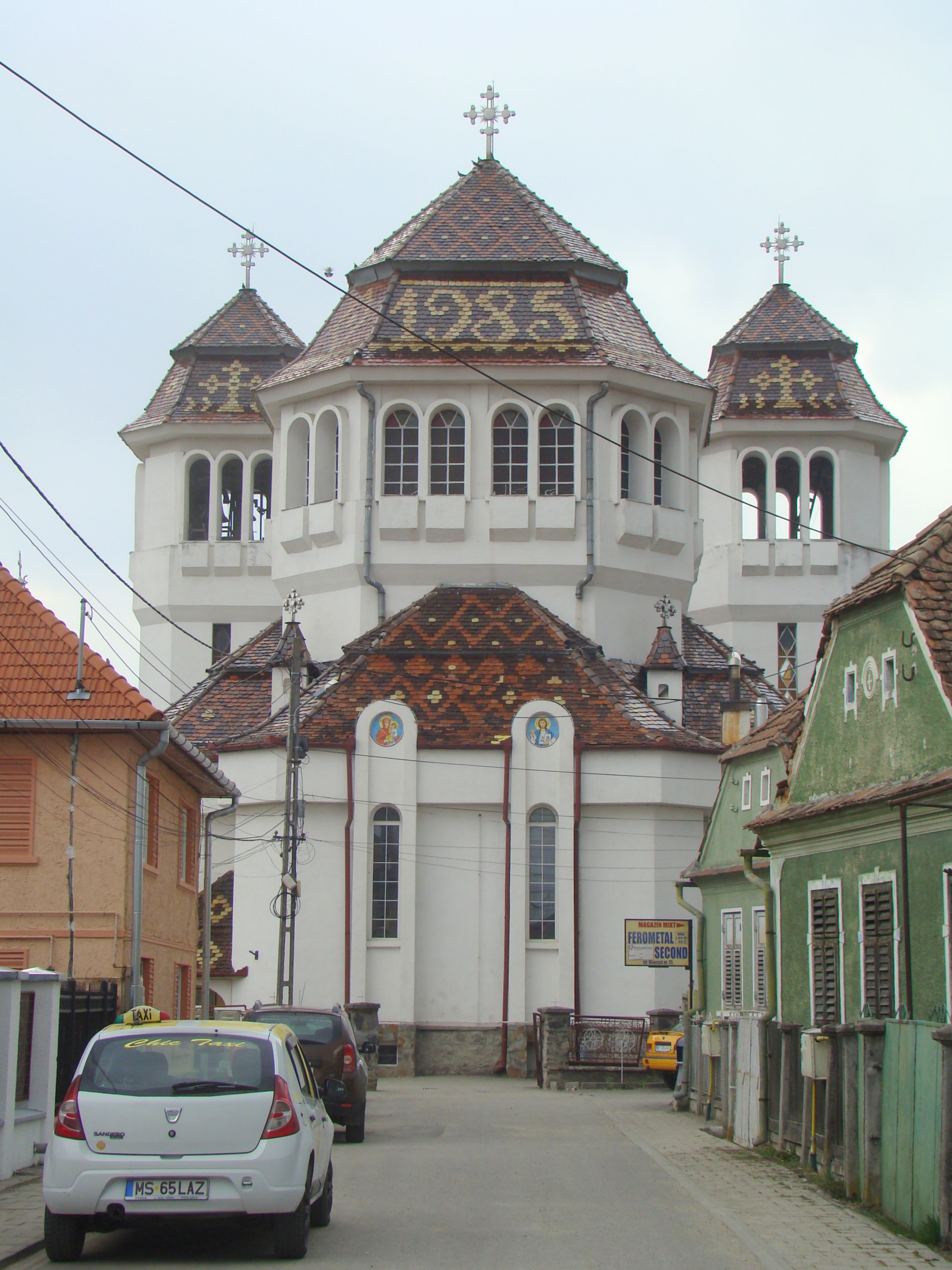
Biserica ortodoxă cu hramul „Sfinţii Arhangheli Mihail şi Gavriil”